# Dicranolasma napoli
Dicranolasma napoli was een hooiwagen uit de familie Dicranolasmatidae. Maar later, vanaf World Catalogue of Opiliones (23/12/2023) het is een junior synoniem van Dicranolasma hirtum